# Onthophagus lamellicornis
Onthophagus lamellicornis är en skalbaggsart som beskrevs av Frey 1953. Onthophagus lamellicornis ingår i släktet Onthophagus och familjen bladhorningar. Inga underarter finns listade i Catalogue of Life.